# Lumford Mill
Lumford Mill (usine de Lumford) est une filature historique de coton  située à Bakewell dans le Derbyshire, en Angleterre.

## Histoire
En 1777, Richard Arkwright loue à Philip Gell de Hopton une parcelle de terrain au bord de la rivière Wye. Ayant désigné son fils comme gérant, un conflit survient à propos du droit des eaux. En effet, la rivière en amont appartient au duc de Devonshire et en aval au duc de Rutland, tous deux hostiles au développement industriel de la région, comme ce sera plus tard le cas pour le chemin de fer.
Arkwright ne cherche pas à obtenir de permis d'exploitation de la Wye, construisant des barrages et des étangs, extrayant du sable, du gravier et de la terre du domaine de Rutland, modifiant le cours de la rivière et interférant avec la pêche du duc de Devonshire. Cela aboutit à des poursuites judiciaires dans lesquelles Arkwright reconnait l'atteinte à la propriété et accepte de payer une indemnisation ainsi qu'un loyer de 10 £ par an. Dès lors la filature se met à prospérer.
C'est l'une des rares que le fils d'Arkwright conservera lorsqu'il vendre la plupart de ses usines de coton et se lance dans le secteur bancaire.
En raison des difficultés de recruter la main d'oeuvre localement, des ouvrières sont embauchées de Manchester. La filature est vendue en 1860 au duc de Devonshire, mais après un incendie, elle doit être construite vers 1890. À son apogée, elle employait quelque 350 personnes. En 1898, le bâtiment  est repris par la société Dujardin-Plante, en vue de la fabrication d'accumulateurs électriques.
Pendant tout ce temps, l'usine continue à utiliser l'énergie hydraulique au moyen de deux grandes roues à hauteur de poitrine, installées en 1827 et 1852 en remplacement de la roue d'origine plus petite. Après cent ans de fonctionnement presque ininterrompu, un segment d'engrenage se brise en empêchant la rotation : les roues sont alors remplacées par des turbines hydrauliques.

## Postérité
Au XXIe siècle Lumford Mill existe sous le nom de Riverside Business Park Ltd. Poursuivant sa tradition industrielle, ce site est l'une des plus grandes zones d'usines du parc national et abrite une quarantaine d'entreprises locales, dont certaines toujours en activité. des anciens bâtiments du moulin. Un certain nombre des cottages où vivaient les ouvriers de l'usine sont toujours habités sur ce site.